# Jens Arne Svartedal
Jens Arne Svartedal (Sarpsborg, 14 februari 1976) is een Noorse langlaufer die gespecialiseerd is in de sprint. Hij behaalde bij de Olympische Winterspelen van 2006 de zilveren medaille in de teamsprint, samen met Tor Arne Hetland.
Svartedal werd bij de wereldkampioenschappen in 2007 wereldkampioen bij
de sprint in klassieke stijl. In het seizoen 2006/2007 behaalde hij ook de eindzege in de wereldbeker sprint.

## Belangrijkste resultaten

### Wereldkampioenschappen junioren
| Jaar | Plaats | Resultaten                                        |
| ---- | ------ | ------------------------------------------------- |
| 1996 | Asiago | 7de 10 km klassieke stijl 41ste 30 km vrije stijl |

### Wereldkampioenschappen
| Jaar | Plaats        | Resultaten                                            |
| ---- | ------------- | ----------------------------------------------------- |
| 2003 | Val di Fiemme | 19de 15 km klassieke stijl 11de sprint (vrije stijl)  |
| 2007 | Sapporo       | sprint (klassieke stijl) · 19de 50 km klassieke stijl |

### Olympische Winterspelen
| Jaar | Plaats | Resultaten                                                 |
| ---- | ------ | ---------------------------------------------------------- |
| 2006 | Turijn | teamsprint (klassieke stijl) · 44ste 15 km klassieke stijl |

### Eindstand algemene wereldbeker
| Seizoen   | Plaats |
| --------- | ------ |
| 1999/2000 | 52ste  |
| 2000/2001 | 35ste  |
| 2001/2002 | 9de    |
| 2002/2003 | 15de   |
| 2003/2004 | 3de    |
| 2004/2005 | 7de    |
| 2005/2006 | 2de    |
| 2006/2007 | 8ste   |